# Pont de Neuilly (Métro Paris)
Der U-Bahnhof Pont de Neuilly [pɔ̃ d(ə) nœji] ist eine unterirdische Station der Linie 1 der Pariser Métro.

## Lage
Die Station befindet sich im Zentrum des Pariser Vororts Neuilly-sur-Seine. Sie liegt unter der Avenue Charles de Gaulle in Höhe des kreuzenden Straßenzugs Rue du Château – Avenue de Madrid.

## Name
Den Namen gibt die nahe Straßenbrücke Pont de Neuilly. An jener Stelle wurde die Seine bereits im 12. Jahrhundert mittels einer Fähre gequert. Im 17. Jahrhundert wurde eine Holzbrücke errichtet, die zwischen 1766 und 1772 durch ein steinernes Bauwerk ersetzt wurde. Die heutige Brücke stammt aus dem Jahr 1942, sie wurde 1992 umgebaut und erweitert.
Vom lateinischen Wort „novalia“ (neu urbar gemachtes Land) leitet sich der Ortsname Neuilly her. Zwischen 1940 und 1950 trug die Station den Namenszusatz „Avenue de Madrid“.

## Geschichte und Beschreibung
Die Station wurde am 29. April 1937 im Zuge der Verlängerung der Linie 1 von Porte Maillot her als deren westlicher Endpunkt in Betrieb genommen. Sie wurde bereits mit einer Länge von 105 m, theoretisch ausreichend für Sieben-Wagen-Züge, gebaut. Unter einem elliptischen, weiß gefliesten Gewölbe liegen zwei Seitenbahnsteige beiderseits der Streckengleise. Die Seitenwände folgen der Krümmung der Ellipse. Zwischen Mai 2011 und Dezember 2012 erfolgte die Umstellung auf automatischen, fahrerlosen Betrieb mit Zügen der Baureihe MP 05. Aus diesem Grund wurden alle Stationen  der Linie 1 bereits zwischen 2009 und 2011 mit Bahnsteigtüren ausgerüstet.
Von den vier Zugängen liegen drei westlich und einer östlich der o. g. Kreuzung im Mittelstreifen der Avenue Charles de Gaulle. Drei davon sind durch Masten markiert, die ein gelbes „M“ in einem Doppelreis tragen, der vierte ist nicht näher gekennzeichnet und besteht nur aus einer Rolltreppe.
Westlich der Station verlässt die Strecke den Tunnel und führt zwischen den Richtungsfahrbahnen der Straße über die Seine.

## Fahrzeuge

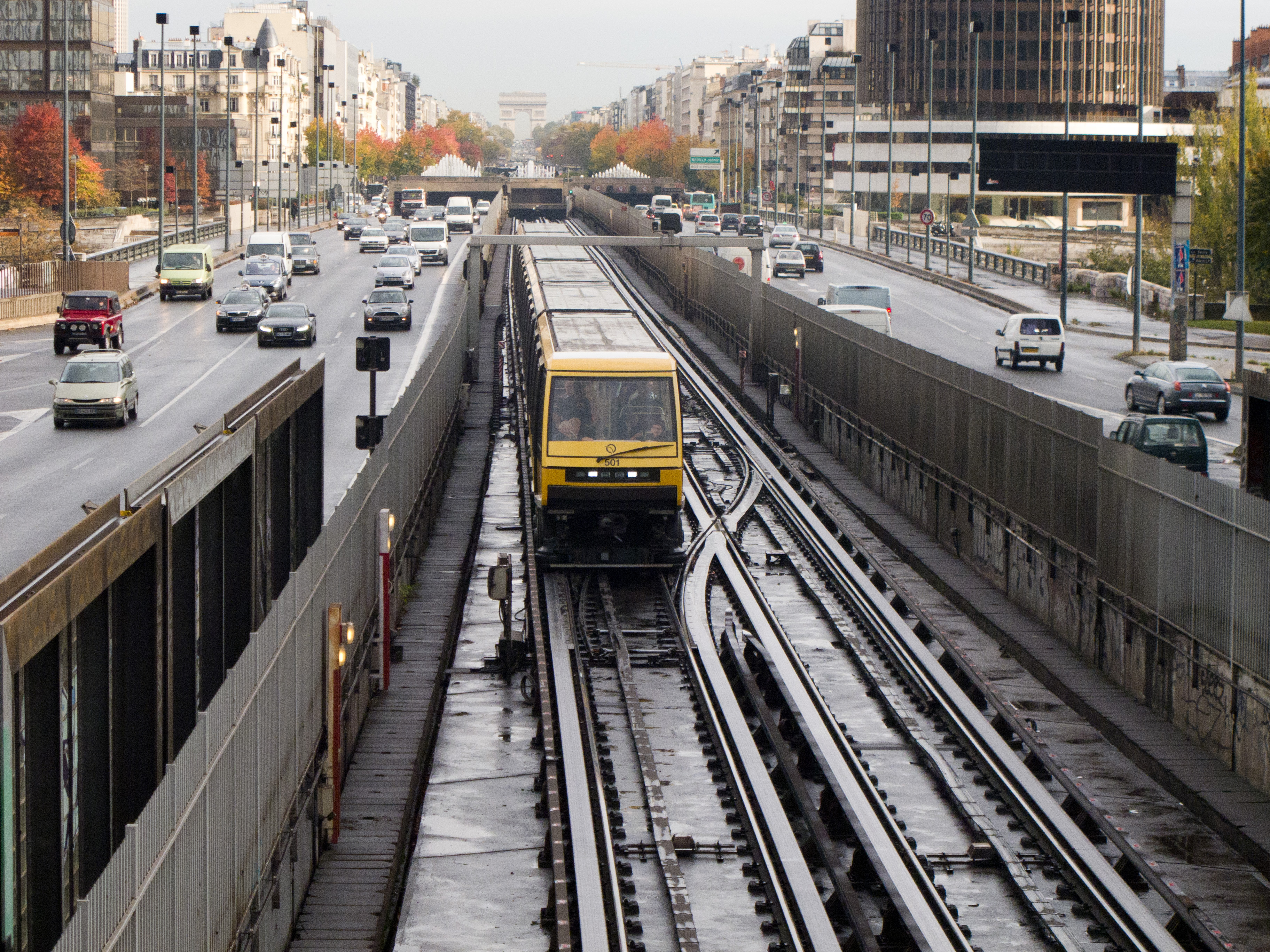
Von Pont de Neuilly kommender Zug der Baureihe MP 05 auf der namengebenden Brücke (2011)

Zunächst verkehrten Fünf-Wagen-Züge der Bauart Sprague-Thomson, die hellgrau (mit rotem 1.-Klasse-Wagen) lackiert waren und sich auf der Linie 1 bis in die 1960er Jahre hielten. Ab Mai 1963 wurden die auf Schienen verkehrenden Sprague-Thomson-Züge sukzessive durch gummibereifte Fahrzeuge (Sechs-Wagen-Züge der Baureihe MP 59) abgelöst, die auf beiderseits des Gleises angebrachten Fahrbalken laufen. Bis Dezember 1964 herrschte Mischverkehr der zwei Betriebsarten. 1997 folgte die Baureihe MP 89 CC, die mit der Aufnahme des automatischen Betriebs der Baureihe MP 05 wich.